# Польовий Максим Миколайович
Макси́м Микола́йович Польови́й (1984—2021) — майор Збройних сил України, учасник російсько-української війни.

## Життєпис
Народився 1984 року в селі Юхимівці Волочиського району (в сучасності — у складі Наркевицької громади Хмельницького району). 2002 року закінчив Наркевицьку ЗОШ; по тому — Одеський інститут сухопутних військ.
Доріс до заступника командира батальйону 128-мої окремої гірсько-штурмової бригади. З перших днів був на фронті, пройшов бої за Дебальцеве, Луганський аеропорт, Старогнатівку, Новотошківське, Побєду.
27 травня 2021 року загинув поблизу селища Новотошківське на Луганщині під час снайперського обстрілу терористів.
У ніч з 29 на 30 травня, коли тіло Максима привезли до рідного села, його зустрічали на колінах з лампадками сотні односельчан. Похований в смт Наркевичі.
Без Максима лишились батьки, брат, дружина (військовослужбовець 1-го батальйону), два сини — 2010 й 2020 р.н.

## Нагороди та вшанування
- Орден Богдана Хмельницького III ступеня (посмертно)[2]